# Postwiesen-Skigebiet

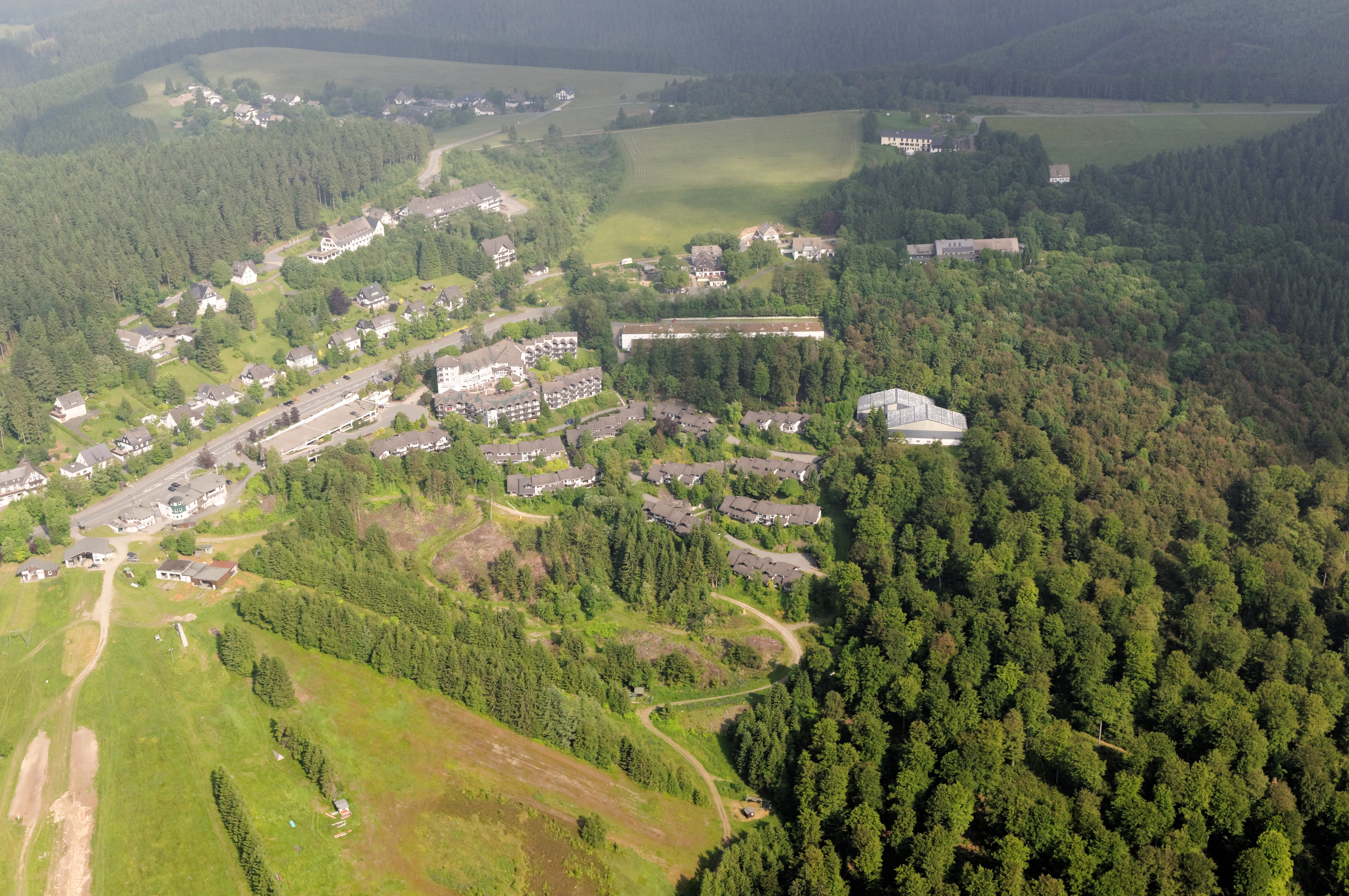
Luftbild (2013)

Das Postwiesen-Skigebiet ist ein Wintersportgebiet im Rothaargebirge bei Neuastenberg (Nordrhein-Westfalen, Deutschland).

## Geographie
Das etwa 300.000 m² große Wintersportgebiet befindet sich im Hochsauerlandkreis an der Rhein/Weser-Wasserscheide zwischen den Oberläufen von Lenne im Westen und der Odeborn im Osten beim südwestlich von Winterberg gelegenen Ortsteil Neuastenberg. Dort liegt östlich des Hohen Knochens, einem nur etwas südwestlich vom Kahlen Asten gelegenen Berg, auf dem nach Osten abfallenden Berghang die Postwiese.
Das 610 bis 730 m ü. NN gelegene Skigebiet ist über die an der Postwiese vorbeiführende und nach Schmallenberg leitende B 236 zu erreichen, die sich an der Postwiese den Straßenverlauf mit der B 480 teilt; letztere führt nach Bad Berleburg.

## Beschreibung
Im Postwiesen-Skigebiet wurden unter anderem acht Skilifte und 16 teils beschneite und beleuchtete Skipisten mit insgesamt 10 km Länge und eine 500 m lange Naturrodelbahn mit Lift errichtet. Außerdem sind Loipen vorhanden, die bis auf den oberhalb des Skigebiets gelegenen Hohen Knochen führen. Von dort aus gibt es Loipenanschlüsse nach Altastenberg und zur Hunau-Höhenloipe. Es gibt auch eine kleine Skisprungschanze. Außerdem gibt es einen Funpark für Snowboarder und mehrere Skihütten.
2013 errichtete die Postwiesen Liftgesellschaft eine 4er Sesselbahn am Osthang.

## Ausweisung als Landschaftsschutzgebiet
Der Großteil des Postwiesen-Skigebietes wurde 2008 als Landschaftsschutzgebiet Postwiese und Magergrünland bei Neuastenberg ausgewiesen. Das LSG ist zum Großteil ein gesetzlich geschütztes Biotop nach § 30 BNatSchG. Teilflächen gehören Großteils seit 2004 zum FFH-Gebiet Bergwiesen bei Winterberg (DE 4717-305). Das Biotopkataster Nordrhein-Westfalen vom Landesamt für Natur, Umwelt und Verbraucherschutz Nordrhein-Westfalen führt das Skigebiet als Teil vom gesetzlich geschütztes Biotop Bergwiesen bei Neuastenberg und Grubental (BK-4816-0013) mit  145,36 ha Flächengröße auf. Das Biotop hat internationale Bedeutung und ist gering beeinträchtigt. Es wird als NSG-würdig bezeichnet und Sicherung über NSG-Ausweisung oder vertragliche Vereinbarungen vorgeschlagen. Es wurden Arten wie Acker-Witwenblume, Arnika, Aufgeblasenes Leimkraut, Arznei-Thymian, Berg-Platterbse, Bergwiesen-Frauenmantel, Blutwurz, Doldiges Habichtskraut,  Harzer Labkraut,  Geflecktes Johanniskraut, Gemeiner Frauenmantel, Gemeines Hornkraut,  Gewöhnliches Ferkelkraut, Gewöhnliches Leinkraut, Glattes Habichtskraut,  Kleiner Klappertopf, Kleiner Sauerampfer, Rundblättrige Glockenblume, Sparriges Kranzmoos, Wald-Ehrenpreis, Wald-Storchschnabel, Weiches Honiggras, Wiesen-Flockenblume, Wiesen-Margerite und Wiesen-Platterbse nachgewiesen.